# Aeroportul International San Diego
Aeroportul International San Diego (IATA: SAN, ICAO: KSAN, FAA LID: SAN) este un aeroport din San Diego, Comitatul San Diego, California, Statele Unite ale Americii ce deservește zona Comitatul San Diego. Aeroportul a fost tranzitat în 2023 de 22.009.921 de pasageri. A fost deschis în 16 august 1928 și numit după San Diego.
Situat la o altitudine de 5 m, aeroportul dispune de 1 pistă.

## Infrastructură

### Piste
Eroare Lua în Modul:Runway la linia 26: attempt to concatenate local 'surface' (a nil value)